# Franklin Park (Illinois)
Franklin Park ist eine Gemeinde (mit dem Status „Village“) im Cook County im US-amerikanischen Bundesstaat Illinois.
Das U.S. Census Bureau hat bei der Volkszählung 2020 eine Einwohnerzahl von 18.467 ermittelt.

## Geografie
Franklin Park liegt als Bestandteil der Metropolregion Chicago im nordwestlichen Vorortbereich von Chicago im Leyden Township.

## Geschichte
Der Ort wurde 1892 gegründet und erhielt seinen Namen nach dem Immobilienmakler Lesser Franklin, der hier überwiegend landwirtschaftlich genutzte Flächen erwarb. 1907 begann hier die Produktion der Automarke Monarch.

## Wirtschaft und Verkehr
1970 erwarb die Kellogg Company den ortsansässigen Sojaproduzenten Fearn International. Ebenso unterhält die U.S. Smokeless Tobacco Company hier eine Produktionsstätte.
Geprägt wird die Gemeinde durch den Güterbahnhof Bensenville Yard der Canadian Pacific Railway (CP). 
Im Ortsgebiet kreuzen zwei Bahnstrecken, die Waukesha Subdivision der Canadian National Railway (CN) von Fond du Lac nach Chicago und die gemeinsam durch die Northeast Illinois Regional Commuter Rail Corporation und CP betriebene Elgin Subdivision von Elgin nach Chicago. Beide Strecken werden sowohl durch Güterzüge der CN bzw. CP als auch durch Personenzüge der METRA genutzt. Drei METRA-Stationen liegen im Ortsgebiet, Belmont Avenue an der Waukesha Subdivision (Metra North Central Service) sowie Franklin Park und der nach einem eingemeindeten Dorf benannte Halt Mannheim an der Elgin Subdivision (Metra Milwaukee District West Line).

## Städtepartnerschaft
Franklin Park unterhält seit 2013 eine Städtepartnerschaft mit Victoria de Durango in  Mexiko.